# Алше
Алше, Алзі — хуритське царство в долині р. Арацані-Мурадсу на Вірменському нагір'ї в кінці III і на початку II тисячоліття до нашої ери.
В кін. III-го — поч. II-го тис. до н. е. існував ряд незалежних хуритських держав, серед яких царство Алше (Алзі). Знаходилося в верхів'ях річки Тигр, приблизно на території сучасного турецького ілу Анкара.
У поч. 16 ст. до н. е. Алше, поряд з царством Куммі, стало основою Мітаннійської держави.
У 14 ст. до н. е. в ході занепаду Мітанні знову стало самостійним царством.
У 13 ст. до н. е. царство потрапило під владу Ассирії.